# Big Meadows Wayside
Le Big Meadows Wayside est le bâtiment principal d'une aire de repos le long de la Skyline Drive, au sein du parc national de Shenandoah, en Virginie, dans l'est des États-Unis. Situé à la limite des comtés de Madison et Page, il a été construit en 1939 selon les plans de l'architecte Marcellus Wright, Jr. dans le style rustique du National Park Service. C'est une propriété contributrice au district historique de Skyline Drive depuis le 19 septembre 1997.